# 順位変更登記
順位変更登記（じゅんいへんこうとうき）とは、日本における不動産登記の態様の1つで、登記された担保物権の順位を変更することにより被担保債権の優先弁済権の順番を変更する効果をもたらす登記のことである。登記記録上の順位番号（不動産登記法59条8号、不動産登記令2条8号、不動産登記規則1条1号・147条）を変更する効果はない。
本稿では、順位変更の登記のほか、当該登記の変更登記・更正登記・抹消登記についても述べる。

## 略語について
説明の便宜上、次のとおり略語を用いる。
法
不動産登記法（平成16年6月18日法律第123号）
令
不動産登記令（平成16年12月1日政令第379号）
規則
不動産登記規則（平成17年2月18日法務省令第18号）
記録例
不動産登記記録例（2009年（平成21年）2月20日民二500号通達）

## 順位変更の登記

### 概要
順位の変更（以下「順位変更」という）は。当事者の合意及び利害関係人の承諾並びに登記が効力要件である（民法374条・361条・341条）。承諾が効力要件になっていることは、登記原因の日付に影響を及ぼす（後述）。
順位変更の効力は当事者及び利害関係人間においてのみ絶対的なものである。従って、例えば用益権者（賃借権及び採石権を含む。以下同じ。）や、所有権に関する処分の制限の登記（後述）の権利者及び仮登記権利者には影響しない。これは、#利害関係人の範囲について関連する。
なお、順位変更の仮登記（法105条1号）をすることはできない。順位変更は登記が効力要件だからである。(登記研究 313 号 63 頁)
順位変更登記請求権を保全するための保全仮登記をすることができる（1990年（平成2年）11月8日民三5000号通達）が保全仮登記は1号仮登記でも2号仮登記でもない。したがって、2号仮登記もできない。
なお、順位変更の請求権を保全するための仮登記（法105条2号）はすることができる（1990年（平成2年）11月8日民三5000号通達・別紙記載例2-5）とする通達もある。
また、順位変更の登記申請する場合において、登記記録又は登記簿に記録又は記載された登記名義人たる会社の表示（商号又は本店所在地）に変更を生じている場合、前提として登記名義人表示変更登記を申請しなければならない（登記研究670-199頁参照）。
順位変更の登記は不動産ごとに申請するのが原則であるが、共同担保において各不動産についての順位変更に係る担保物権の順位番号及び変更後の順位がすべて同一である場合、同一の申請情報により一括申請をすることができる（1971年（昭和46年）12月27日民甲960号依命通知第1-1）。

### 順位変更をすることができる権利
登記できる担保物権である。すなわち、普通抵当権（以下単に抵当権という）・根抵当権・質権・先取特権（争いあり。登記インターネット84-133頁参照。）である。転抵当については、同一の担保物権を目的とする転抵当権者間についてのみ順位変更をすることができる（1983年（昭和58年）5月11日民三2984号回答参照）。
また、担保物権が仮登記である場合にも順位変更ができ（登記研究300-69頁、質疑・応答-4995参照）、抵当権の譲渡をした抵当権・順位の譲渡（以下「順位譲渡」という）又は順位変更の登記をした抵当権及び根抵当権についても順位変更ができるが、1つの担保物権の一部について順位変更をすることはできない。根抵当権の極度額の増額変更を主登記でした場合の当該登記が具体例である。
なお、未登記の担保物権者を含めて順位変更の合意をした場合、登記が効力要件になっているので当然に無効とするのではなく、当該担保物権の設定登記を条件とした順位変更の合意とすることができる。登記原因の日付については後述。

### 利害関係人
順位変更の対象となる担保物権を目的とする権利を有する者が該当する。具体的には、順位変更の対象となる担保物権につき民法376条1項の処分を受けた者、順位変更の対象となる担保物権に対して順位譲渡・放棄をした先順位担保物権者で合意当事者でない者、順位変更の対象となる担保物権の被担保債権の差押債権者・仮差押債権者・質権者・質入の仮登記名義人・順位変更をする担保物権の移転仮登記又は移転請求権仮登記の権利者などである。
ただし、上記に該当しても、順位変更の対象となる担保物権の順位が上昇しかつ債権額等からして明らかに利益を得る場合には利害関係人にはならない。例えば、1番A・2番B・3番Cとあるのを1番C・2番B・3番Aとする順位変更をする場合のCに対して権利を有する者である。Bに対して権利を有する者については争いがある。
一方、不動産の所有権者、所有権の仮登記権利者、用益権者、所有権に関する処分の制限（差押・仮差押・仮処分）の債権者、担保物権の設定者（登記研究326-71頁参照）・債務者は利害関係人にはならない。

### 登記申請情報（一部）
登記の目的（令3条5号）は、順位変更をする担保物権を順位番号で示し、例えば「登記の目的 1番、2番、3番順位変更」のように記載する（記録例415）。なお、同順位とする順位変更も可能である（1983年（昭和58年）5月11日民三2984号回答参照）。また、同一人に属する複数の担保物権の順位変更も可能である（登記研究300-69頁、質疑・応答-4994参照）。
登記原因及びその日付（令3条6号）のうち、登記原因は原則として「合意」である。同一人に属する複数の担保物権の順位変更をする場合、「変更」である。
日付は原則として合意した日又は変更した日であるが、当該合意又は変更の後に利害関係人の承諾が得られた場合、承諾の日である（1971年（昭和46年）12月24日民甲3630号通達）。また、未登記の担保物権者を含めて順位変更の合意をした場合、当該担保物権の設定登記の申請日である。よって、順位変更の原因日付は、変更するすべての担保物権の設定登記日以後でなければならない（登記研究367-136頁参照）。
原因と日付を組み合わせて、「原因 平成何年何月何日合意」又は「原因 平成何年何月何日変更」のように記載する（記録例415）。
変更後の順位（令別表25項申請情報）は、「変更後の順位 第1、第2、第3」のように変更する担保物権間の優先弁済権の順位を示し（登記研究307-77頁）、その横に変更する担保物権を、登記記録に記録されている順位番号で指定する。なお、「第何」と「何番何権」の間には空白を入れなければならない（1971年（昭和46年）12月24日民甲3630号通達別紙乙号(1)（注）4）。具体例は、以下のとおりである。

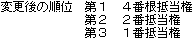
通常の順位変更

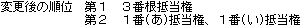
同順位を含む変更

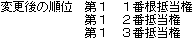
同順位にする変更

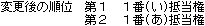
同順位から異順位にする変更

登記申請人（令3条1号）は、順位変更をする担保物権者全員が登記権利者兼登記義務者となる、講学上いわゆる合同申請を行う。例えば、1番A・2番B・3番C・4番Dとあるのを1番A・2番D・3番C・4番Bとする順位変更をする場合、B及びDはもちろん、BとDの債権額にかかわらずCも登記申請人となる（1971年（昭和46年）10月4日民甲3230号通達第1-1、登記インターネット47-106頁）。一方、Aは登記申請人とはならない。
なお、法人が申請人となる場合、以下の事項も記載しなければならない。
- 原則として申請人たる法人の代表者の氏名（令3条2号）
- 支配人が申請をするときは支配人の氏名（一発即答14頁）
- 持分会社が申請人となる場合で当該会社の代表者が法人であるときは、当該法人の商号又は名称及びその職務を行うべき者の氏名（2006年（平成18年）3月29日民二755号通達4）。

法人の代表者の氏名等については、以下の順位変更に関するすべての登記申請につき同様である。
添付情報（規則34条1項6号、一部）は、登記原因証明情報（法61条・令7条1項5号ロ）、登記申請人全員の登記識別情報（法22条本文・令8条1項6号）又は登記済証である。法人が申請人となる場合は更に代表者資格証明情報も原則として添付しなければならない（令7条1項1号）。代表者資格証明情報については、以下の順位変更に関するすべての登記申請につき同様である。
なお、登記申請人の一部が官公署である場合、当該官公署が通知を受けた登記識別情報を提供しなければならない（登記研究366-87頁参照）が、申請人の全部が官公署である場合、登記識別情報の提供は不要である（登記研究474-142頁参照）。
また、利害関係人が存在するときはその承諾証明情報が添付情報となる（令7条1項5号ハ）。この承諾証明情報が書面（承諾書）である場合には、原則として作成者が記名押印し、当該押印に係る印鑑証明書を承諾書の一部として添付しなければならない（令19条）。この印鑑証明書は当該承諾書の一部であるので、添付情報欄に「印鑑証明書」と格別に記載する必要はなく、作成後3か月以内のものでなければならないという制限はない。
一方、書面申請の場合であっても、登記申請人の印鑑証明書の添付は原則として不要である（令16条2項・規則48条1項5号、令18条2項・規則49条2項4号及び48条1項5号）が、登記申請人が登記識別情報を提供できない場合にはその者の印鑑証明書を添付しなければならない（規則47条3号ハ参照）。
登録免許税（規則189条1項前段）は、担保物権1件につき1,000円である（登録免許税法別表第1-1(8)）。例えば、土地及び建物についてそれぞれ設定された3件の共同担保物権について順位変更をする場合、6,000円となる。
なお、登記申請人の一部が国又は非課税法人（登録免許税法別表第2）である場合、登録免許税法4条1項の規定は適用されず、登録免許税を納付しなければならない（1973年（昭和48年）10月31日民三8188号回答）が、申請人の全部が国又は非課税法人である場合、登録免許税法4条1項の規定が適用され、登録免許税を納付する必要はない（登記研究314-67頁参照）。

### 登記の実行
順位変更の登記は通常の変更登記（法66条）と異なり、常に主登記で実行し、変更前の順位を抹消する記号は記録しない（1971年（昭和46年）10月4日民甲3230号通達第1-3、記録例415）。登記官は、順位変更の登記をする場合、順位の変更があった担保物権の順位番号の次に、当該順位変更の登記の順位番号をかっこを付して記録しなければならない（規則164条）。
なお、順位変更登記が完了しても、登記識別情報は通知されない（一発即答126頁）。登記申請人は新たに登記名義を得るわけではないからである（法21条本文参照）。
順位変更に係る担保物権についてされた順位譲渡等の登記は、順位変更によりその意義を失うとしても、職権で抹消するのは相当でない（1971年（昭和46年）12月27日民三960号依命通知第1-3）。また、順位変更に係る担保物権の登記が抹消されても、順位変更の登記事項中の当該担保物権の表示を抹消する必要はない（1971年（昭和46年）12月27日民三960号依命通知第1-4）。

## 順位変更の変更・更正登記

### 概要
順位変更登記の変更登記をすることはできない。この場合、新たに順位変更登記をすることになる（1971年（昭和46年）10月4日民甲3230号通達第1-4）。一方、更正登記はすることができる。

### 登記申請情報（一部）
登記の目的（令3条5号）は、順位変更登記の順位番号を示し、例えば「登記の目的 4番順位変更更正」のように記載する。
登記原因及びその日付（令3条6号）は、「原因 錯誤」又は「原因 遺漏」と記載する。日付を記載する必要はない。
更正後の順位（令別表25項申請情報）は、順位変更と同様に、「更正後の順位」を記載する。ただし、更正に関係のない部分は記載する必要はない。例えば、1番A・2番B・3番C・とあるのを1番A・2番C・3番Bと更正する場合についてのAである。
登記申請人（令3条1号）については、順位変更登記と同じく合同申請で行う。ただし、更正によって影響を受けない者は申請人となる必要はない（1971年（昭和46年）12月27日民三960号依命通知1-2）。例えば、1番A・2番B・3番C・とあるのを1番A・2番C・3番Bと更正する場合についてのAである。
添付情報（規則34条1項6号、一部）は、登記原因証明情報（法61条・令7条1項5号ロ）、登記申請人全員の登記識別情報（法22条本文・令8条1項6号）又は登記済証を添付する。
この登記済証は担保物権設定時のものであって、順位変更時のものではない。なお、登記識別情報は順位変更登記においては通知されない（法21条本文参照）。
また、利害関係人が存在するときはその承諾証明情報が添付情報となるが、根拠については「不動産登記令7条1項5号ハ」であるという説と「不動産登記法66条・不動産登記令別表25項添付情報ロ」であるという説の争いがある。なお、承諾書に係る押印及び印鑑証明書に関する論点は順位変更の登記の場合と同じである。
登録免許税（規則189条1項前段）は、不動産1個につき1,000円を納付する（登録免許税法別表第1-1(14)）

### 登記の実行
順位変更登記の更正登記は常に付記登記で実行される。利害関係人が存在する場合はその承諾が必要だからである。なお、登記官は更正の登記するときは、更正前の事項を抹消する記号を記録しなければならない（規則150条）。

## 順位変更の抹消登記

### 概要
順位変更の登記が錯誤（民法95条本文）によりされた場合や、登記原因たる合意が無効の場合、詐欺又は強迫（民法96条1項）・制限行為能力者の法律行為（民法5条2項など）により合意を取り消す場合、債務不履行などにより合意が法定解除された場合には、順位変更登記を抹消する登記の申請をすることができる。
これに対し、合意解除によって元の順位に戻すことはできない。この場合、新たに順位変更登記をすることになる（1971年（昭和46年）12月24日民甲3630号通達別紙乙号(4)参考事項）。
なお、順位変更に係る担保物権の登記がすべて抹消された場合、順位変更の登記は公示をする意味がない登記ではあるが、当該順位変更の登記を申請により抹消することはできないし、職権で抹消できる法令の規定も先例も存在しない。これは法の不備であるとされている。詳しくは登記インターネット52-134頁を参照。

### 登記申請情報（一部）
登記の目的（不動産登記令3条5号）は、順位変更登記の順位番号を示し、例えば「登記の目的 4番順位変更抹消」のように記載する（記録例442）。
登記原因及びその日付（不動産登記令3条6号）のうち、登記原因は「錯誤」・「合意無効」・「取消」・「解除」である。日付は順位変更の消滅の効力が発生した日である。
原因と日付を組み合わせて、「原因 平成何年何月何日解除」のように記載する。ただし、錯誤の場合には日付を記載する必要はない（記録例442）。
登記申請人（不動産登記令3条1号）については、順位変更登記と同じく合同申請で行う。順位変更に係る担保物権の登記名義人全員が登記申請人となる（昭和46年10月4日民甲3230号通達第1-5）。
添付情報（不動産登記規則34条1項6号、一部）は、登記原因証明情報（不動産登記法61条・不動産登記令7条1項5号ロ）、登記申請人全員の登記識別情報（不動産登記法22条本文・不動産登記令8条1項6号）又は登記済証を添付する。
この登記済証は担保物権設定時のものであって、順位変更時のものではない（1971年（昭和46年）10月4日民甲3230号通達第1-5）。なお、登記識別情報は順位変更登記においては通知されない（不動産登記法21条本文参照）。
また、利害関係人が存在するときはその承諾証明情報が添付情報となるが、根拠については「不動産登記令7条1項5号ハ」であるという説と「不動産登記法68条・不動産登記令別表26項添付情報ヘ」であるという説の争いがある。なお、承諾書に係る押印及び印鑑証明書に関する論点は順位変更の登記の場合と同じである。
登録免許税（不動産登記規則189条1項前段）は、不動産1個につき1,000円を納付するが、同一の申請情報で20個以上の不動産につき抹消登記を申請する場合は2万円である。（登録免許税法別表第1-1(15)）。

### 登記の実行
抹消登記は主登記で実行される（不動産登記規則3条参照、記録例442）。また、登記官は登記を抹消する際には、抹消の登記をするとともに抹消の記号を記録しなければならず、更に、担保物権の順位番号の次に記録された、順位変更の登記に係る、かっこを付して記録された順位番号にも抹消の記号を記録しなければならない（不動産登記規則152条1項、記録例442）。